# البطولات الفرنسية 1934 (كرة مضرب)
قائمة بالبطولات الفرنسية لعام 1934 (و المعروفة الآن باسم دورة رولان غاروس) :

## الكبار

### فردي رجال
جوتفرايد فون كرام هزم  جاك كراوفورد ، النتيجة:6-4 7-9 3-6 7-5 6-3

### فردي سيدات
مارغيريت سكرافين هزمت  هيلين جاكوبز ، النتيجة:7-5 4-6 6-1